# Confidente
Confidente est un film franco-luxembourgo-turc, réalisé par Çağla Zencirci et Guillaume Giovanetti, sorti en 2025.

## Fiche technique
- Titre orginal : Confidente
- Titre : Confidente
- Réalisation : Çağla Zencirci, Guillaume Giovanetti
- Scénario : Çağla Zencirci, Guillaume Giovanetti
- Genre : Film dramatique
- Durée : 76 minutes
- Langue : Turc
- Dates de sortie :
  - Berlinale 17 février 2025
  - France 6 août 2025

## Distribution
- Saadet Aksoy : Arzu/Sabiha
- Osman Alkas : Mr. Erden/Seza
- Ilber Uygar Kaboglu : le jeune homme au téléphone
- Kivanç Kilinç : Faruk
- Erkan Kolçak Köstendil : le patron de la hotline
- Nilgün Türksever : Hayal
- Muhammet Uzuner : le persécuteur

## Accueil
Sur Allociné, le film obtient une note moyenne de 3,4 pour 20 critiques de presse.
Pour Le Figaro, « là où Confidente mérite ses galons de film culte, c’est qu’il réussit à tenir le spectateur en haleine pendant 76 minutes d’un insoutenable suspense. Ce thriller confiné aurait pu n’être qu’un brillant exercice de style. Par son langage cinématographique inventif, Confidente transcende son sujet et devient une expérience unique de cinéma : aussi angoissante qu’émouvante ». Pour L'Humanité, c'est « un huis clos palpitant de bout en bout » et pour L'Obs, « tout en plans fixes étouffants et serrés, ce film implacable convie hors-champ toutes les violences sociales (la condition des femmes) et politiques (la corruption de l’Etat) qui gangrènent la Turquie ».
Mais pour Le Monde, « seuls les voix et les dialogues, ainsi que la prestation de la comédienne en héroïne empêchée mais efficiente, constituent le carburant d’un récit qui va par ailleurs chercher dans les ressources d’un improbable thriller une manière d’intensification. Le film, audacieux, s’inflige ainsi trop de contraintes pour empêcher qu’elles ne finissent par le desservir » et pour Libération, « outre qu’il défie grotesquement toute vraisemblance, entre chantage et orgies de politicards, tout en frisant le réac (manque plus qu’un tsunami déchaîné sur une partouze chemsex), Confidente échoue sur tous les plans en matière de tension et d’incarnation ».